# Binter Canarias

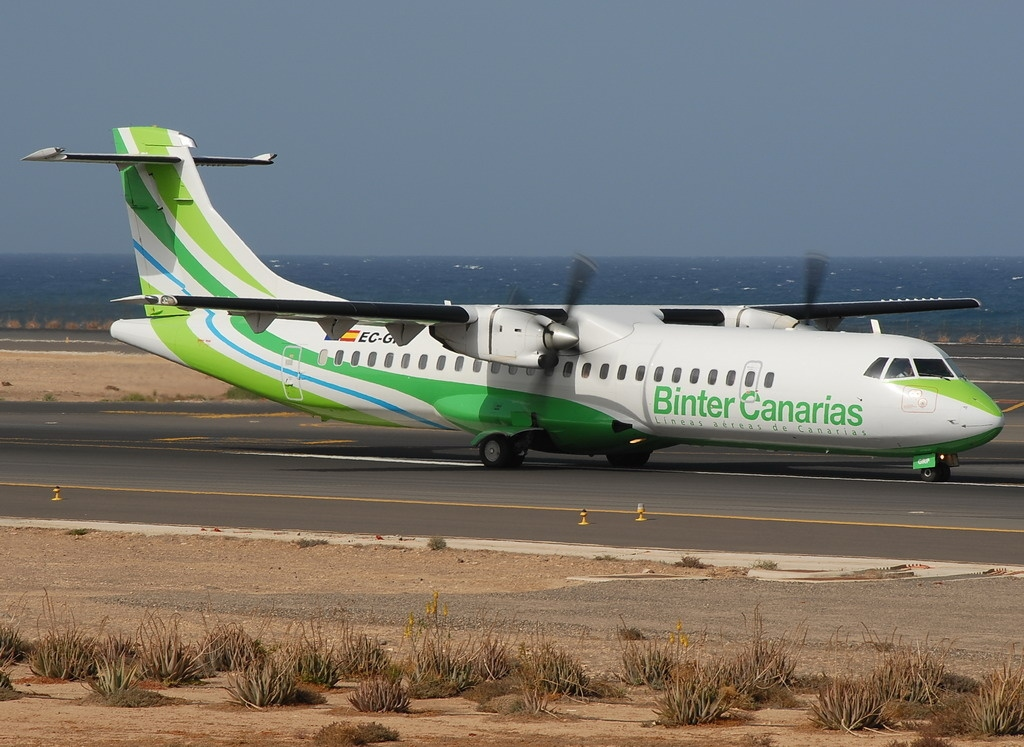
Літак ATR-72-202, що літає у флоті Binter Canarias

Binter Canarias S.A. — авіаперевізник, що базується в місті Тельде на Гран Канарія в Іспанії. Це регіональний перевізник, що обслуговує перельоти між островами Канарських островів, а також до Марокко, Португалії та Західної Сахари.
Авіакомпанія в 2005 році здобула звання найкращого регіонального перевізника в Європі, а в вересні 2010-го виграла золоту нагороду від Асоціації європейських регіональних авіаперевізників (ERA) як найкраща авіакомпанія 2010—2011 років.

## Історія
Компанію засновано 18 лютого 1988 року, а 26 березня наступного року вона почала перевезення. Це дочірня компанія перевізника Iberia. В кінці 1999-го компанія SEPI (Іспанська державна керівна компанія Іберії або «Spanish state holding company of Iberia») оголосила про приватизацію Binter Canarias, але лишила за собою права на не менш ніж 25 % компанії. Незважаючи на це, повний контроль над перевізником отримала Hesperia Inversiones Aéreas, що змогла викупити її в липні 2002-го. У 2003-му Binter Canarias була приєднана до Hesperia Inversiones Aéreas, після чого вона дістала назву Binter Canarias, SA. Yf 2016-й рік компанією володіє Ilsamar Tenerife (49.81 %), Ferma Canarias Electrica (10.44 %), Agencia Maritima Afroamericana (10.11 %), Flapa (10 %) та інші (19.6 %), тут працюють 406 робітників.

## Структура
Штаб-квартира компанії знаходиться в Аеропорту Ґран Канарія в місті Тельде.

## Напрямки
Binter Canarias працює з наступними напрямками (дані на січень 2014-го):
| Напрямки       | Напрямки                                      | Напрямки |
| -------------- | --------------------------------------------- | -------- |
| Місто          | Аеропорт                                      |          |
| Кабо-Верде     |                                               |          |
| Прая           | Аеропорт Прая                                 |          |
| Сал            | Аеропорт Сал                                  |          |
| Португалія     |                                               |          |
| Мадейра        | Аеропорт «Мадейра»                            |          |
| Лісабон        | Аеропорт Лісабона                             |          |
| Понта Делгада  | Аеропорт «Понта-Делгада»                      |          |
| Іспанія        |                                               |          |
| Ієрро          | Аеропорт Ель Ієрро                            |          |
| Фуертевентура  | Аеропорт Фуертевентури                        |          |
| Гран-Канарія   | Аеропорт Гран Канарія (хаб)                   |          |
| Ла Гомера      | Аеропорт Ла Гомери                            |          |
| Ла Пальма      | Аеропорт Ла Пальми                            |          |
| Лансароте      | Аеропорт Лансароти                            |          |
| Тенерифе       | Тенерифе Північний (хаб) і Тенерифе Південний |          |
| Марокко        |                                               |          |
| Агадір         | Аеропорт Аль Масіра                           |          |
| Касабланка     | Аеропорт Мохамеда V                           |          |
| Макареш        | Аеропорт Маракеш-Менара                       |          |
| Сенеґал        |                                               |          |
| Дакар          | Аеропорт Леополь Седар Сенґхор                |          |
| Ґамбія         |                                               |          |
| Банжул         | Міжнароддний аеропорт Банжул                  |          |
| Західна Сахара |                                               |          |
| Ель-Аюн        | Аеропорт Хасана I                             |          |

## Флот

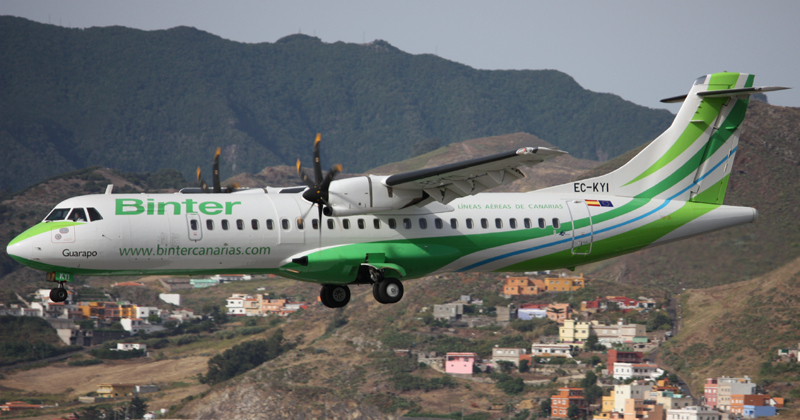
Літак Binter Canarias ATR-72 сідає в Тенерифе Північному

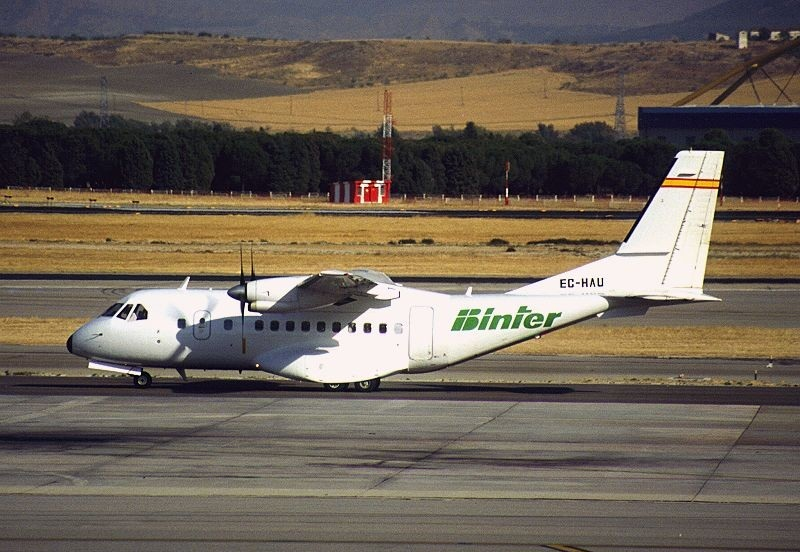
Літак CN235.

Binter Canarias починав роботу з флотом з чотирма літаками CN-235, які виконували рейси між островами до 1997-го, а з 1995 до 1998 р.р. взяв у лізинг три літаки DC-9s у компанії Iberia. За кілька років флот компанії зменшився до одного літака ATR 72 серії 500 (EC-JQL). Деякий час компанія здійснювала тільки нечасті рейси до Ла Ґомери та Ель-Хіеро за допомогою двох літаків Beechcraft 1900 D. Пізніше флот було поповнено трьома суднами ATR 72 (EC-GQF, EC-GRP, EC-GRU), що у 2007-му перейшли сюди з Binter, та 8 літаками ATR 72 з реєстраційними кодами EC-KGI, EC-KGJ, EC-KRY, EC-KSG, EC-KYI, EC-LAD, EC та EC-LFA-LGF.
Флот на січень 2019:
| Тип                | В діє | Замовлення | Пасажиромісткість | Примітки                                        |
| ------------------ | ----- | ---------- | ----------------- | ----------------------------------------------- |
| ATR 72–500         | 7     | —          | 68                |                                                 |
| ATR 72–600         | 12    | —          | 72                |                                                 |
| Bombardier CRJ1000 | 3     | —          | 100               | 2 борти в орендовані у Air Nostrum, 1 у Medavia |
| Embraer E195-E2    | —     | 3          | 132               | Поставки в 2019                                 |
| Разом              | 22    | 3          |                   |                                                 |